# Lan vảy rồng
Lan vảy rồng hay lan vảy rắn, vảy rồng, vảy rắn, vảy cá, tụ thạch hộc (danh pháp hai phần: Dendrobium lindleyi hay Dendrobium aggregatum (nom. illeg.)) là một loài lan trong chi Lan hoàng thảo. Lan vảy rồng được tìm thấy ở vùng núi thuộc Đông Nam Á.
Tại Việt Nam, cây có mặt ở các vùng núi trong cả nước.